# お父さん、チビがいなくなりました
『お父さん、チビがいなくなりました』（おとうさん、チビがいなくなりました）は、西炯子による日本の漫画、およびそれを原作とした映画。『増刊flowers』（小学館）にて、2013年冬号から2015年夏号にかけて連載され、1巻完結の単行本も出版された。映画は2019年に公開。

## あらすじ
37歳の菜穂子の両親は結婚して44年、3人の子どもも立派に自立し都内の実家で平和な老後を過ごしていると思われていた。しかし、ある日、母から離婚を考えていると衝撃の事実を明かされる。会話らしい会話も無く寡黙な父とのすれ違いに母は寂しさを募らせていたのだった。実家には菜穂子が昔、拾ってきた猫のチビがいたが、両親の不仲を察するかのように、あるときチビが姿を消してしまう。チビを心配して探す母に父はそっけない態度を見せますます距離が生まれていく2人。母はチビを探そうとペット探偵を雇うことにする。

## 書誌情報
- 西炯子『お父さん、チビがいなくなりました』小学館〈フラワーコミックスα〉、全1巻
  1. 2015年9月10日発売、ISBN 978-4-09-137439-4

## 映画
『初恋〜お父さん、チビがいなくなりました』というタイトルで映画化。
倍賞千恵子と藤竜也が夫婦役を演じ映画初共演を果たす。
2018年5月に亡くなった星由里子の遺作となる。

### キャスト
- 有喜子 - 倍賞千恵子
- 勝 - 藤竜也
- 菜穂子 - 市川実日子
- ヨンギ / 笹原 - 佐藤流司
- 山崎 - 小林且弥
- 若い時の有喜子 - 優希美青
- 若い時の勝 - 濱田和馬
- 若い時の志津子 - 吉川友
- 魚屋 - 一本気伸吾
- 八百屋 - 小林トシ江
- 有喜子の伯母 - 水木薫
- 菜穂子の部下 - 生田拓馬、中崎敏
- 警察官 - 日向丈、中田晴大
- ソニ - 渡辺苑衣
- ミヨン - 玉井らん
- 気象予報士 - 染井明希子
- 幼少の雅樹 - 本間晴稀
- チビ - りんご（黒猫）
- 雅紀 - 小市慢太郎
- 祥子 - 西田尚美
- 志津子 - 星由里子

### スタッフ
- 監督 - 小林聖太郎
- 脚本 - 本調有香
- 製作 - 藤本款、久保雅一、多井久晃、三木和史
- プロデューサー - 深瀬和美、三木和史
- 撮影 - 清久素延
- 照明 - 浜田研一
- 録音 - 小川武
- 美術 - 禪洲幸久
- 装飾 - 高橋光
- 衣装 - 浜井貴子、渡辺みさき
- ヘアメイク - 高橋亮
- 編集 - 宮島竜治
- 音楽 - 小六禮次郎
- スクリプター - 内田智美
- 音響効果 - 中村佳央
- 助監督 - 小村孝裕
- 製作委員会 - クロックワークス、小学館、ワコー、中央映画貿易、ビデオプランニング、TCエンタテインメント
- 制作 - ビデオプランニング
- 配給 - クロックワークス